# مقاطعة جاكسون (لويزيانا)
مقاطعة جاكسون (بالإنجليزية: Jackson Parish, Louisiana)‏ هي إحدى مقاطعات ولاية لويزيانا في الولايات المتحدة. تأسست سنة 1845، وتبلغ مساحتها 1503 كم2، بلغ عدد سكانها 16274 نسمة في عام 2010 حسب إحصاء مكتب تعداد الولايات المتحدة وتصل الكثافة السكانية فيها 10.8 نسمة/كم2.

## معرض صور

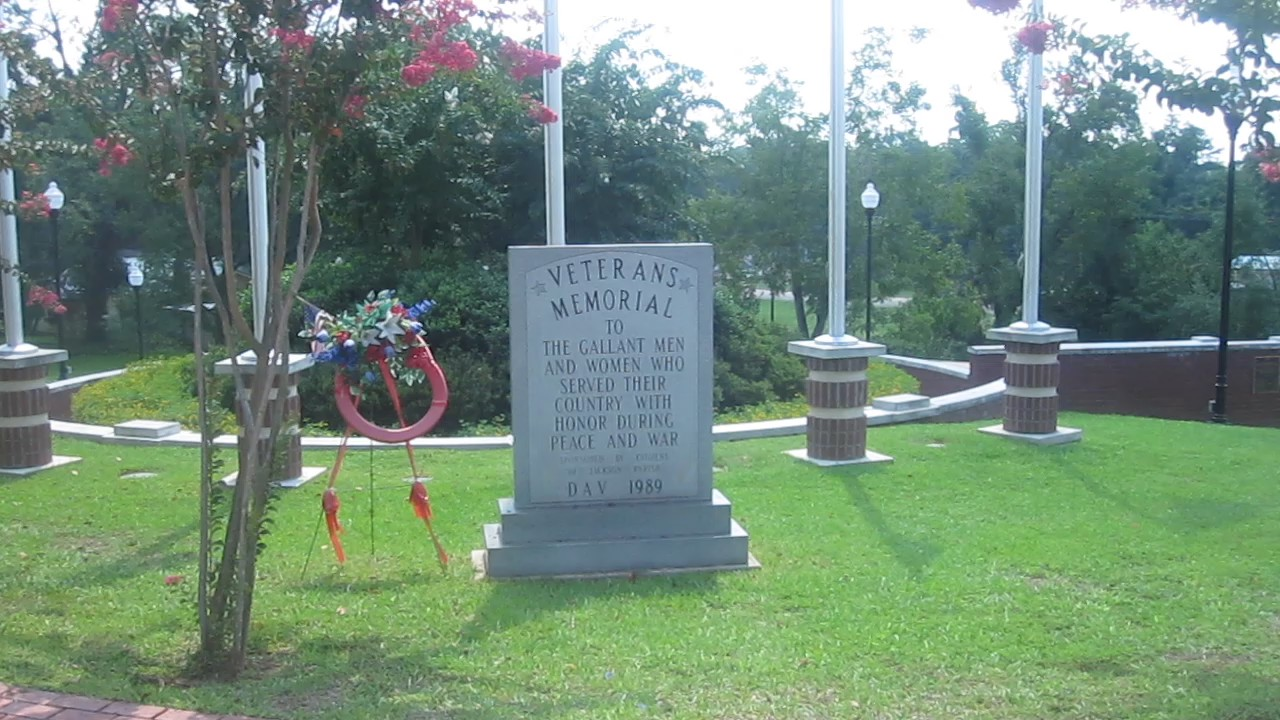
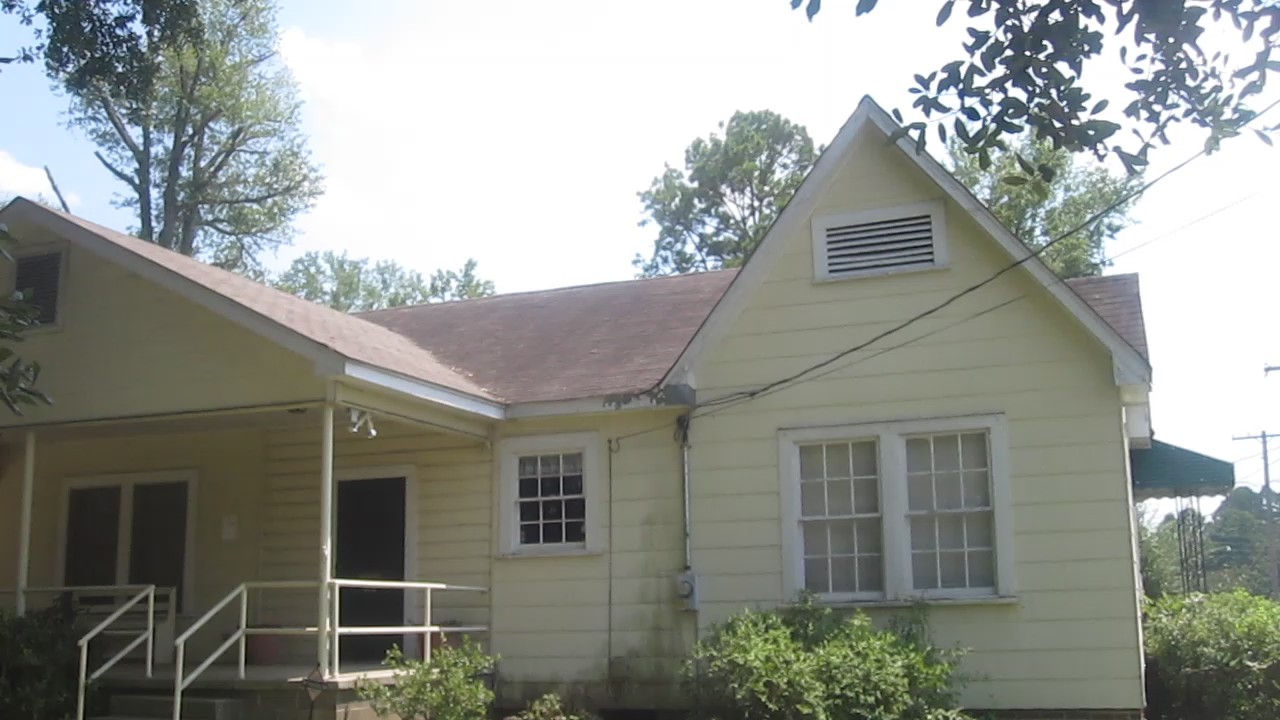
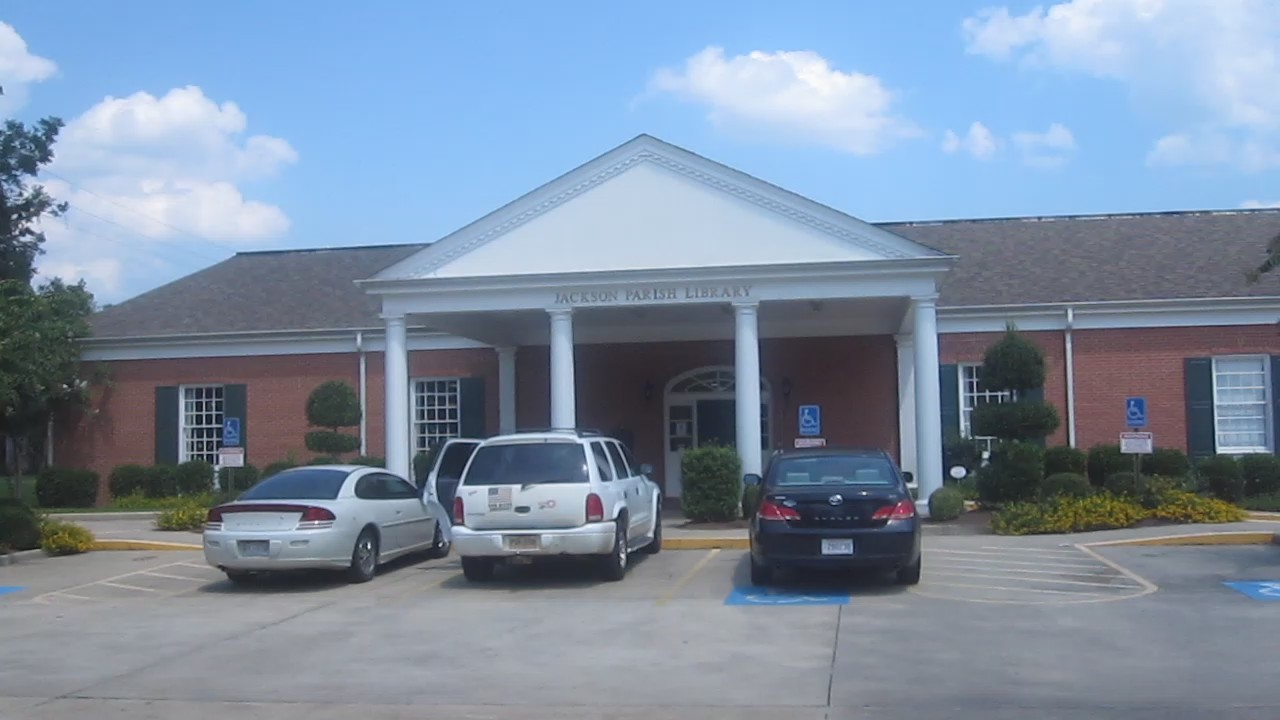
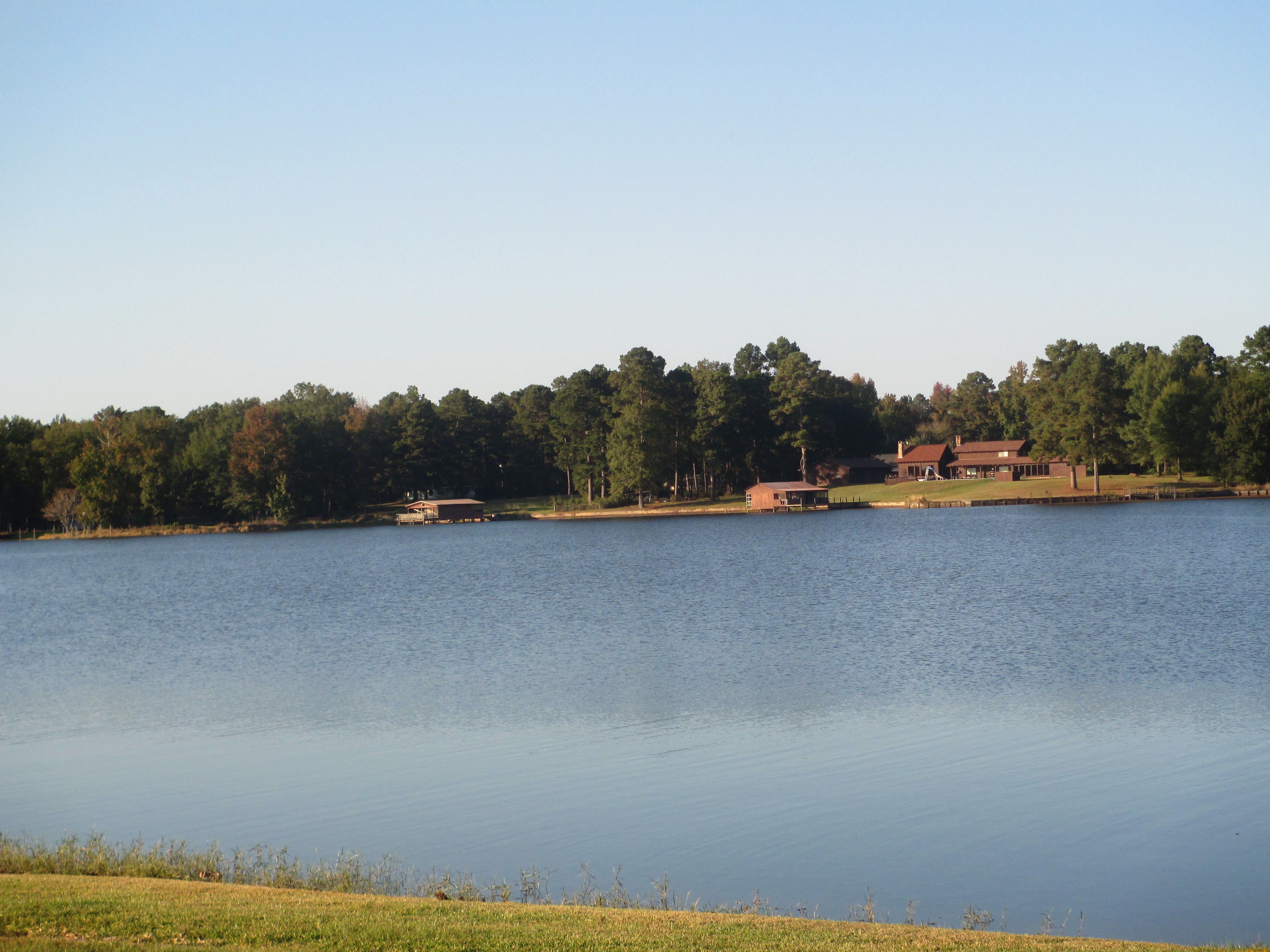

## أعلام
- رودني الكسندر
- ويليام ستيوارت ووكر
- روبرت ك. كولبيبر

## وصلات خارجية
- United States Counties